# Chanakya Thanthram
Chanakya Thanthram è un film del 2018 diretto da Kannan Thamarakulam.

## Trama
Arjun Ram Mohan aspira a diventare investigatore, e nel frattempo accetta l'offerta di un'agenzia che lo assume per ritrovare alcuni specifici soggetti, che però vengono successivamente tutti uccisi. Mago dei travestimenti, Arjun si innamora di Andrea, ragazza orfana la cui vita è in pericolo.

## Distribuzione
In India, la pellicola è stata distribuita a partire dal 3 maggio 2018 dalla Ullattil Visual Media.